# Västerås Roedeers
Västerås Roedeers är en klubb från Västerås som spelar amerikansk fotboll i Superserien (2015). Roedeers bildades under vintern år 1989 av Viktor Krantz, med hjälp av Bo-Göran Lundqvist (båda är fortfarande aktiva i klubben). Hösten 2011 bildade Roedeers även ett damlag där tjejer i blandade åldrar spelar.
Andra platsen i division 1 1996 gjorde att laget kvalificerade sig till spel i Superserien 1997. På tio matcher blev det 2 vinster och åtta förluster med en total poängskillnad på 173-448 och slutade sist i serien.
Klubbens nuvarande hemmaplan är Arosvallen i Västerås där de även driver ett gym.